# Zob
Zob je trd izrastek v čeljustih številnih vretenčarjev. Osnovna funkcija zobovja je trganje in žvečenje hrane, pri nekaterih živalih, posebej mesojedih, pa zobje služijo tudi kot orožje.
Pri človeku razlikujemo štiri vrste zob: sekalce (incizive), podočnike (kanine), ličnike (premolarje) in kočnike (molarje). Zob gradijo zobna krona, vrat in korenina. V otroški dobi imajo ljudje 20 mlečnih zob, odrasli pa imajo 32 stalnih zob.
Človeški zob anatomsko ločimo na zobno krono, ta del vidimo v ustih, vrat in na zobno korenino. Ta se nahaja v alveolarni kosti. Zobno krono prekriva sklenina, zobno korenino pa cement. Zobovina je osrednje zobno tkivo. Zobovina obdaja zobno pulpo, ki se proti zobni korenini zoži in tu preide v koreninski kanal. 
Zob je čvrsto vpet v spodnjo in zgornjo čeljustnico. Strukture, ki vežejo zob so štiri:
- Pozobnica (alveolarna membrana, periodoncij) je specialno vezivno tkivo, ki ob zobnem vratu prehaja v vezivo dlesni.
- Dlesen (gingiva) je sluznica ustne votline in se tesno prilega na periost obeh čeljustnic.
- Cement je snov podobna kosti, ki se lahko obnavlja, vendar ne vsebuje Haversovih kanalov in krvnih žil. Sestoji se iz približno 50 % kalcijevega hidroksiapatita in 50 % organskih snovi in vode. Izdelujejo ga specializirane celice, cementoblasti.
- Alveolarna kost je iz prepletene kostnine.

Sklenina ali emaj je najtrša snov v našem telesu. Izdelujejo jo specializirane visokoprizmatske celice, ameloblasti. Sklenino izdelajo še preden zob izraste v zobno votlino in nato kmalu propadejo. Sklenina sestoji približno iz 96 % kalcijevega hidroksiapatita in 4 % organskih snovi ter vode. Zobovina ali dentin je druga najtrša snov v človeškem telesu. V zobni kroni jo obdaja sklenina, v zobni korenini pa cement. Zobovino vse življenje tvorijo odontoblasti.

## Oživčenost
V vsako korenino zoba vstopa zobni živec (n. dentalis). Zobni živec se razveja šele v pulpnem prekatu, predvsem ob odontoblastih, od tu pa se živčna vlakna nadaljujejo do predentina. Vlakna potekajo še v dentinske kanale, toda le do 200 mm globoko in ne v vse kanale. Živčna vlakna zobne pulpe so senzorična (čutilna) in vegetativna. Mielinska čutilna vlakna sodijo v skupino vlaken A-delta in A-beta, nemielinska čutilna in vegetativna vlakna pa so iz skupine C. Oboja se končajo kot preprosto grajeni, nekapsulirani živčni končiči ali prosti živčni končiči.</ref>